# ملعب كوان كو 7
ملعب كوان كو 7 يقع في مدينة مدينة هوشي منه في فيتنام ويعتبر من أكبر الملاعب في المدينة يتسع ل25000 متفرج.